# Rimini Football Club 2018-2019
Questa voce raccoglie le informazioni riguardanti il Rimini Football Club nelle competizioni ufficiali della stagione 2018-2019.

## Stagione
L'avvio del campionato era stato rinviato dalla Lega alla seconda metà di settembre, perché alcune squadre erano in attesa di sapere se sarebbero state ripescate o meno in Serie B, in una diatriba comunque proseguita nei tribunali anche nelle successive settimane e mesi. Proprio per questo motivo, la prima giornata in programma tra Ternana e Rimini è stata rinviata a causa dell'accoglimento della richiesta di sospensiva presentata dagli umbri e accolta dal TAR del Lazio.
La prima partita è così giocata il 22 settembre tra le mura amiche e vinta contro la più quotata Triestina davanti alle telecamere di Sportitalia.
Già dalla gara successiva però inizia un lungo periodo senza vittorie, il quale porta Gianluca Righetti a rassegnare le proprie dimissioni da capo allenatore dopo la sconfitta per 3-1 rimediata a Imola all'ottava giornata. Come suo sostituto viene scelto un nome ben noto alla piazza: Leonardo Acori, tra i tecnici più vincenti della storia del calcio riminese. La nuova parentesi di Acori dura comunque pochi mesi, poiché il tecnico umbro viene sollevato dall'incarico il successivo 20 gennaio dopo aver collezionato 4 vittorie, 3 pareggi e 6 sconfitte, di cui l'ultima fatale sul campo della Triestina. Questa scelta della società ha provocato numerose critiche da parte della piazza, perlopiù contraria all'esonero.
Il terzo tecnico stagionale è Marco Martini, promosso dal ruolo di vice a quello di capo allenatore. La sua avventura inizia rispettivamente con uno 0-0 casalingo contro il Vicenza, una vittoria a sorpresa in trasferta contro la capolista Pordenone (primo successo esterno in stagione) e un pareggio interno contro la Giana Erminio. Tuttavia, nelle successive 9 partite (considerando anche la prosecuzione di Rimini-Ternana che era stata sospesa a dicembre per nebbia) arrivano solamente 5 punti, trend che porta la squadra al penultimo posto in classifica. Nonostante la fiducia espressagli dalla dirigenza dopo il derby casalingo perso contro il Ravenna con annessa contestazione dei tifosi a squadra e società, Martini viene esonerato il 25 marzo all'indomani della sconfitta esterna per 3-0 contro la Virtus Verona, diretta concorrente nella lotta salvezza.
Per affrontare le ultime 6 giornate, la dirigenza chiama dunque il quarto allenatore della stagione, Mario Petrone. I biancorossi si apprestano a disputare l'ultima giornata in bilico tra play-out, salvezza diretta e retrocessione diretta. Il pareggio interno a reti bianche contro una diretta concorrente come il Renate premia i lombardi, mentre il Rimini riesce a evitare l'ultimo posto in una classifica finale che vede ben quattro squadre comprese fra i 39 e i 38 punti.
Il terzultimo posto costringe dunque i biancorossi a giocarsi la salvezza ai play-out contro la penultima classificata, la Virtus Verona. La gara di andata disputata in Veneto mette i biancorossi con le spalle al muro, poiché arriva una sconfitta con il risultato di 1-0. Nella partita di ritorno al Romeo Neri è necessaria una vittoria con qualsiasi punteggio: Buonaventura apre le marcature, Alimi raddoppia e la squadra riesce così a raggiungere una soffertissima salvezza.

## Divise e sponsor
Lo sponsor tecnico per la stagione 2018-2019 è Macron, mentre lo sponsor ufficiale è Grabo.
| Casa | Trasferta |

## Organigramma societario
Area direttiva
- Amministratore unico: Tiziano Fabbri
- Presidente: Giorgio Grassi

Area organizzativa
- Team manager: Gianluca Fabbri

Area comunicazione
- Ufficio stampa: Sergio Cingolani

Area tecnica
- Direttore sportivo: Pietro Tamai
- Allenatore: Gianluca Righetti, poi Leonardo Acori
- Allenatore in seconda: Marco Martini
- Preparatore atletico: Alessandro Platone
- Preparatore dei portieri: Luciano Agudo Ballestero

Area sanitaria
- Medico sociale: Cesare Gori
- Fisioterapisti: Italo Ralvi, Mattia Pulazzi

## Rosa
| N. |                               | Ruolo | Calciatore                  |
| -- | ----------------------------- | ----- | --------------------------- |
| 1  | Italia (bandiera)             | P     | Francesco Scotti (capitano) |
| 2  | Italia (bandiera)             | D     | Andrea Brighi               |
| 3  | Italia (bandiera)             | D     | Luigi Buscè                 |
| 3  | Italia (bandiera)             | D     | Valerio Nava                |
| 4  | Italia (bandiera)             | D     | Andrea Venturini            |
| 5  | Italia (bandiera)             | D     | Manuel Ferrani              |
| 6  | Macedonia del Nord (bandiera) | C     | Isnik Alimi                 |
| 7  | Italia (bandiera)             | A     | Daniele Simoncelli          |
| 8  | Italia (bandiera)             | C     | Guido Variola               |
| 9  | Italia (bandiera)             | A     | Alex Buonaventura           |
| 10 | Montenegro (bandiera)         | A     | Sasa Cicarevic              |
| 11 | Burkina Faso (bandiera)       | C     | Abdoul Guiebre              |
| 12 | San Marino (bandiera)         | P     | Mirco De Angelis            |
| 13 | Italia (bandiera)             | D     | Alessio Petti               |
| 14 | Italia (bandiera)             | A     | Gianmarco Piccioni          |

| N. |                   | Ruolo | Calciatore             |
| -- | ----------------- | ----- | ---------------------- |
| 16 | Italia (bandiera) | A     | Michele Volpe          |
| 17 | Italia (bandiera) | A     | Scott Arlotti          |
| 18 | Italia (bandiera) | C     | Giorgio Viti           |
| 19 | Italia (bandiera) | D     | Stefano Marchetti      |
| 20 | Italia (bandiera) | A     | Francesco Serafino     |
| 20 | Italia (bandiera) | C     | Antonio Palma          |
| 21 | Ghana (bandiera)  | C     | Stephen Danso          |
| 22 | Italia (bandiera) | P     | Giacomo Nava           |
| 23 | Italia (bandiera) | D     | Andrea Bandini         |
| 24 | Italia (bandiera) | A     | Giacomo Cecconi        |
| 26 | Italia (bandiera) | C     | Sedrick Kalombo        |
| 27 | Italia (bandiera) | C     | Roberto Candido        |
| 28 | Italia (bandiera) | C     | Gianmarco Pierfederici |
| 29 | Gambia (bandiera) | C     | Modou Lamin Badje      |
| 30 | Italia (bandiera) | C     | Andrea Montanari       |

## Risultati

### Serie C

#### Girone di andata
| Arbitro: | Rutella (Enna) |

|                                      |           |  |
| Hristov 6’ Frediani 62’ Nicastro 82’ | Marcatori |  |

| Arbitro: | Meraviglia (Pistoia) |

|                       |           |              |
| Volpe 36’ Variola 69’ | Marcatori | 71’ Petrella |

| Arbitro: | Natilla (Molfetta) |

|                         |           |               |
| Giacomelli 90+6’ (rig.) | Marcatori | 90+2’ Guiebre |

| Arbitro: | Cudini (Fermo) |

|                                     |           |                            |
| Arlotti 44’ Buonaventura 75’ (rig.) | Marcatori | 47’ Barison 79’ Candellone |

| Arbitro: | Garofalo (Torre del Greco) |

|                          |           |               |
| Lunetta 20’ F. Perna 58’ | Marcatori | 3’, 35’ Volpe |

| Arbitro: | G. Miele (Nola) |

|                 |           |            |
| Venturini 90+2’ | Marcatori | 9’ Ranieri |

| Arbitro: | Chindemi (Viterbo) |

|                           |           |  |
| M. Marchi 40’ Pesce 90+2’ | Marcatori |  |

| Arbitro: | Rossetti (Ancona) |

|                                    |           |               |
| Mosti 29’ Lanini 66’ De Marchi 73’ | Marcatori | 90+4’ Cecconi |

| Rimini 28 ottobre 2018, ore 14:30 CET 9ª giornata | Rimini        | 0 – 0 referto | Südtirol | Stadio Romeo Neri (1 859 spett.)\| Arbitro: \| Maggio (Lodi) \| |
| Arbitro:                                          | Maggio (Lodi) |               |          |                                                                 |

| Arbitro: | Pirrotta (Barcellona Pozzo di Gotto) |

|                                                  |           |  |
| Plescia 7’ E. Marchi 49’ (rig.) De Silvestro 71’ | Marcatori |  |

| Arbitro: | Zufferli (Udine) |

|                          |           |  |
| M. Volpe 66’ Ferrani 69’ | Marcatori |  |

| Ravenna 18 novembre 2018, ore 18:30 CET 12ª giornata | Ravenna        | 0 – 0 referto | Rimini | Stadio Bruno Benelli (2 637 spett.)\| Arbitro: \| Saia (Palermo) \| |
| Arbitro:                                             | Saia (Palermo) |               |        |                                                                     |

| Arbitro: | Santoro (Messina) |

|           |           |  |
| Badje 87’ | Marcatori |  |

| Arbitro: | Natilla (Molfetta) |

|           |           |  |
| Celli 63’ | Marcatori |  |

| Arbitro: | Repace (Perugia) |

|                                       |           |                        |
| Simoncelli 3’ Guiebre 51’ Ferrani 90’ | Marcatori | 7’ Agnello 18’ Sibilli |

| Arbitro: | Feliciani (Teramo) |

|             |           |  |
| Volpe 90+3’ | Marcatori |  |

| Arbitro: | Colombo (Como) |

|                      |           |  |
| Calderini 85’ (rig.) | Marcatori |  |

| Arbitro: | Gualtieri (Asti) |

|                    |           |                |
| Candido 52’ (rig.) | Marcatori | 90+1’ Petrucci |

| Arbitro: | Fiero (Pistoia) |

|          |           |  |
| Pavan 2’ | Marcatori |  |

#### Girone di ritorno
| Arbitro: | De Santis (Lecce) |

|                    |           |             |
| Candido 70’ (rig.) | Marcatori | 84’ Diakité |

| Arbitro: | Curti (Milano) |

|                           |           |  |
| Maracchi 13’ Petrella 63’ | Marcatori |  |

| Rimini 22 gennaio 2019, ore 18:30 CET 22ª giornata | Rimini         | 0 – 0 referto | Vicenza | Stadio Romeo Neri (1 523 spett.)\| Arbitro: \| Cudini (Fermo) \| |
| Arbitro:                                           | Cudini (Fermo) |               |         |                                                                  |

| Arbitro: | Gariglio (Pinerolo) |

|                |           |                           |
| Berrettoni 22’ | Marcatori | 26’ Montanari 55’ Arlotti |

| Rimini 2 febbraio 2019, ore 14:30 CET 24ª giornata | Rimini          | 0 – 0 referto | Giana Erminio | Stadio Romeo Neri (1 623 spett.)\| Arbitro: \| Ricci (Firenze) \| |
| Arbitro:                                           | Ricci (Firenze) |               |               |                                                                   |

| Arbitro: | Monaldi (Macerata) |

|                |           |  |
| Fiordaliso 45’ | Marcatori |  |

| Arbitro: | D. Miele (Torino) |

|                  |           |                                                       |
| Palma 82’ (rig.) | Marcatori | 68’ Maiorino 71’ (rig.) And. Caracciolo 90’ M. Marchi |

| Arbitro: | Carella (Bari) |

|                                |           |  |
| Ferrani 38’ Volpe 90+1’ (rig.) | Marcatori |  |

| Arbitro: | Maranesi (Ciampino) |

|            |           |  |
| Romero 62’ | Marcatori |  |

| Arbitro: | Marotta (Sapri) |

|                  |           |               |
| Buonaventura 84’ | Marcatori | 82’ Malaccari |

| Arbitro: | Perenzoni (Rovereto) |

|            |           |  |
| Lupoli 52’ | Marcatori |  |

| Arbitro: | Di Graci (Como) |

|  |           |                   |
|  | Marcatori | 25’ Sal. Esposito |

| Arbitro: | Clerico (Torino) |

|                                  |           |  |
| Danti 4’ Manfrin 18’ Ferrara 35’ | Marcatori |  |

| Rimini 31 marzo 2019, ore 16:30 CEST 33ª giornata | Rimini        | 0 – 0 referto | Fano | Stadio Romeo Neri (2 425 spett.)\| Arbitro: \| Maggio (Lodi) \| |
| Arbitro:                                          | Maggio (Lodi) |               |      |                                                                 |

| Arbitro: | Pascarella (Nocera Inferiore) |

|           |           |              |
| Kouko 79’ | Marcatori | 39’ Piccioni |

| Arbitro: | Guida (Salerno) |

|                                               |           |  |
| I. Marconi 8’ Ceccarelli 34’ A. Brighenti 63’ | Marcatori |  |

| Arbitro: | Meleleo (Casarano) |

|                                  |           |           |
| Ferrani 7’ Volpe 71’ Candido 81’ | Marcatori | 33’ Ilari |

| Pesaro 28 aprile 2019, ore 18:30 CEST 37ª giornata | Vis Pesaro         | 0 – 0 referto | Rimini | Stadio Tonino Benelli (2 509 spett.)\| Arbitro: \| Marcenaro (Genova) \| |
| Arbitro:                                           | Marcenaro (Genova) |               |        |                                                                          |

| Rimini 5 maggio 2019, ore 15:00 CEST 38ª giornata | Rimini            | 0 – 0 referto | Renate | Stadio Romeo Neri (2 842 spett.)\| Arbitro: \| Marchetti (Ostia) \| |
| Arbitro:                                          | Marchetti (Ostia) |               |        |                                                                     |

### Play-out
| Arbitro: | Acanfora (Castellammare di Stabia) |

|               |           |  |
| Sirignano 35’ | Marcatori |  |

| Arbitro: | Ayroldi (Molfetta) |

|                           |           |  |
| Buonaventura 8’ Alimi 43’ | Marcatori |  |

### Coppa Italia Serie C

#### Fase a gironi
| Arbitro: | Di Graci (Como) |

|          |           |  |
| Papa 75’ | Marcatori |  |

| Forlì 26 agosto 2018, ore 20:30 CEST Girone E - 2ª giornata | Rimini              | 0 – 0 referto | Imolese | Stadio Tullo Morgagni (500 spett.)\| Arbitro: \| Angelucci (Foligno) \| |
| Arbitro:                                                    | Angelucci (Foligno) |               |         |                                                                         |